# 伏氏鋩灰蝶
伏氏鋩灰蝶（学名：Euaspa forsteri），又名紫軛灰蝶;文山綠小灰蝶、伏氏綠小灰蝶、北山綠小灰蝶、伏氏灰蝶，为灰蝶科鋩灰蝶屬下的一个种。

## 描述
本種為中型灰蝶，雌雄外型相似，無明顯二型性。體背褐色，腹面白色。雄蝶前足跗節癒合、末端尖銳，雌蝶不癒合。頭部具褐色被毛，額中央有白色細線，複眼具白緣並被毛；觸角深褐帶白環；下唇鬚白色帶褐，前伸漸尖。
前翅長16-20 mm，呈三角形，外緣略凸；後翅圓形，Rs脈末端呈角狀，CuA2脈末端具絲狀尾突。翅背面底色褐色，前翅基部具藍紫色金屬光澤斑，常有兩橙色斑點；後翅外緣有藍色細線。翅腹面褐色，具明顯白線帶，前翅外側白線明顯，Cu室有黑斑；後翅中央有波狀白線，內側白邊、外側霜狀紋與鋸齒紋，亞基部有白線。前後翅外緣有白紋，前翅後緣帶暗色紋。臀區與CuA1室具黑點與橙斑，形成眼狀斑。緣毛為白褐相間，前翅前段偏褐，其餘區域外褐內白。

## 分佈
分布於臺灣本島北部中海拔山區，中國華東、華南、西南及寮國北部等地亦有分布。

## 棲地
棲息於常綠闊葉林，一年一世代，成蝶於夏季出現。幼蟲以殼斗科長尾栲新芽為食，冬季以卵態越冬，產於寄主植物細枝的休眠芽旁。